# Kildare (Ierland)
Kildare (Cill Dara) is een plaats in het Ierse graafschap County Kildare. De plaats telt 5694 inwoners.
Hoewel het graafschap naar Kildare is genoemd, is Kildare niet de hoofdstad van het graafschap. De hoofdstad is Naas.

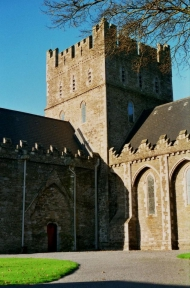
kathedraal